# Little Boy
Little Boy (in italiano "ragazzino") fu il nome in codice della bomba Mk.1, la seconda bomba atomica costruita nell'ambito del Progetto Manhattan e la prima arma nucleare della storia a essere stata utilizzata in un conflitto attraverso il bombardamento di Hiroshima durante gli ultimi giorni della seconda guerra mondiale.
Per realizzare questa bomba furono utilizzati ossidi di uranio di diversa qualità e provenienza. La maggior parte di esso venne arricchito negli impianti dell'Oak Ridge National Laboratory nel Tennessee, principalmente tramite il metodo della diffusione gassosa di esafluoruro di uranio, in modo marginale con altre tecniche.

## Caratteristiche costruttive

Schema interno della bomba atomica

La Mk.1 era dotata di un involucro di forma convenzionale, in acciaio, lungo 3 metri e con diametro di 0,71 metri, e pesava 4 037 chilogrammi. Si trattava di una bomba atomica "gun type" con materiale fissile costituito da uranio fortemente arricchito. Nel caso di "Little Boy", il "proiettile" di uranio arricchito era del peso di 38,53 chilogrammi e il bersaglio, parimenti di uranio arricchito, pesava 25,6 chilogrammi.
La bomba conteneva dunque complessivamente 64,13 chilogrammi di uranio arricchito all'80%, pari a 2,4 masse critiche. Il proiettile consisteva in un cilindro cavo composto da nove rondelle mentre il bersaglio era un cilindro composto da sei rondelle con un diametro del foro interno pari a 25,4 millimetri, ossia quello necessario per contenere una barra d'acciaio del medesimo diametro che avrebbe costituito la "spina dorsale" della massa super-critica. Il bersaglio fu completato il 24 luglio 1945 laddove le rondelle che avrebbero composto il proiettile furono fuse tra il 15 giugno 1945 e il 3 luglio dello stesso anno.
La canna era una normale canna d'arma antiaerea modificata, lunga 183 centimetri, con un diametro esterno di 165 millimetri e un calibro di 76 millimetri e in grado di resistere a una pressione di 2 700 bar. Le canne furono provate sparando per ciascuna due o tre colpi con proiettili da 90 chilogrammi e alla velocità di 300 metri al secondo.
Era stato calcolato che l'attività fissile della massa critica di "Little Boy" durava in tutto 1,35 millisecondi e che la prima parte della quale (di durata pari a 0,5 millisecondi) avveniva durante l'avvicinamento del proiettile al bersaglio (e quindi ancor prima dell'unione delle due masse sub-critiche). In caso di mancato avvio della reazione a catena, alcuni iniziatori "ABNER" in lega di berillio-polonio avrebbero funto da fonte di neutroni in grado di innescare esternamente la reazione.
La decisione di aggiungere gli "ABNER" al meccanismo di innesco fu presa da Robert Oppenheimer solamente il 15 marzo 1945. In conseguenza di ciò, sedici di questi iniziatori furono inviati direttamente alla base militare statunitense dell'isola di Tinian (arcipelago delle Marianne) nell'Oceano Pacifico, dove si stava procedendo all'assemblaggio definitivo della bomba, e quattro di loro furono montati per la prima volta in essa.

## Impiego

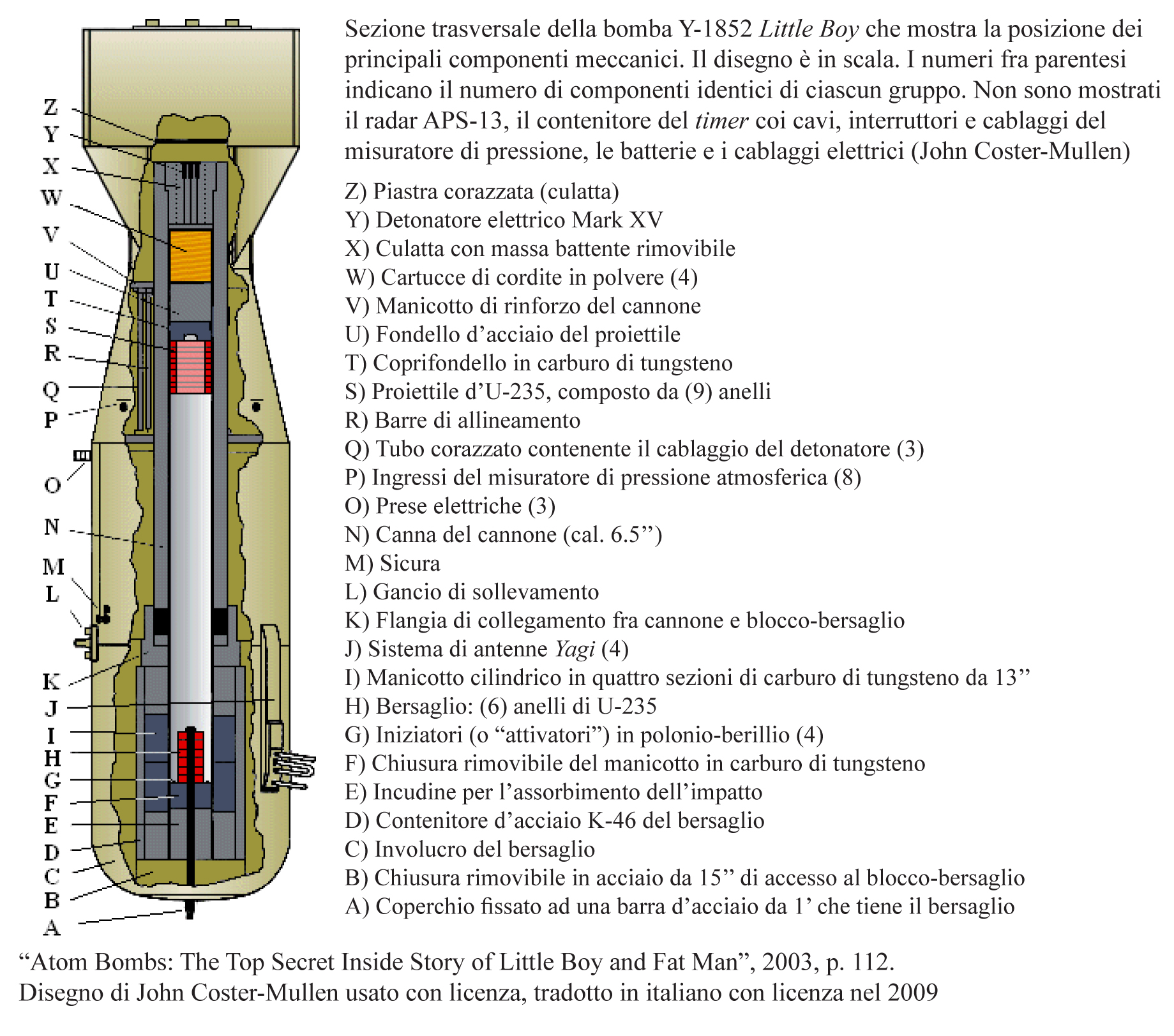
Spaccato della bomba e nomenclatura delle parti interne

I componenti di "Little Boy" furono inviati nell'isola di Tinian a partire dal mese di maggio del 1945, ossia ancora prima che fosse stato effettuato il "Trinity test". L'incrociatore Indianapolis, partendo il 16 luglio 1945 da San Francisco e arrivando sull'isola dieci giorni dopo, trasportò le parti per costituire il corpo della bomba e il proiettile mentre tre aerei C-54 portarono il bersaglio il 28 luglio 1945. La bomba (denominata "L11") fu allestita il 31 luglio 1945.
Il suo uso era stato originariamente pianificato prima per il 1º agosto 1945 e in seguito per il 3 agosto 1945 ma le cattive condizioni meteorologiche impedirono il decollo del bombardiere in tali giorni. Il 4 agosto 1945 fu quindi stabilito di decollare due giorni dopo e così il giorno successivo la bomba fu caricata nella stiva del bombardiere pesante strategico Boeing B-29-45-MO Superfortress della United States Army Air Forces (numero di serie 44-86292) ribattezzato con lo pseudonimo di "Enola Gay", chiamato così dal nome della madre del comandante del velivolo, il colonnello Paul Tibbets del 509th Composite Group.
Lo sgancio della bomba Mk.1 "Little Boy" sul centro della città giapponese di Hiroshima avvenne dunque alle 8:15:17 ora locale (JST) del 6 agosto 1945 alla quota di 9 467 metri e la bomba esplose all'altezza predeterminata di 580 metri come calcolato da John von Neumann per sortire i maggiori effetti distruttivi. Il responsabile al puntamento, il maggiore Thomas Ferebee, aveva preso di mira, attraverso l'apparecchio di puntamento di tipo Norden del bombardiere, il ponte a forma di "T" Aioi sul fiume Ota che venne mancato per meno di 250 metri.
L'energia liberata nell'esplosione era stata inizialmente calcolata tra i 12,5 e i 18 chilotoni (cioè tra i 52 e i 66 TJ). Ciò nonostante, per diversi anni non vi fu mai una stima precisa e la potenza valutata fu di volta in volta indicata tra i 12,5 e i 20 chilotoni. Uno studio più accurato condotto nel 2002 ha accertato che, realisticamente, la potenza sviluppata fu di circa 16 chilotoni cioè 63 TJ e che dunque poco meno di un chilogrammo dei 64,13 chilogrammi di uranio arricchito complessivamente contenuti nella bomba subirono la fissione (efficienza di circa 1,5%), questo corrisponde a circa 0,7 chilogrammi di massa convertita totalmente in energia nella reazione di fissione.
A Hiroshima morirono istantaneamente per l'esplosione nucleare tra le 66 000 e le 78 000 persone e una cifra simile rimase ferita. Un numero elevato di persone sono morte nei mesi e negli anni successivi a causa delle radiazioni e molte donne che erano incinte al momento dell'esplosione persero i loro figli o diedero alla luce bambini deformi.
La detonazione di "Little Boy" è stata la prima esplosione nucleare della storia basata sull'uranio (il "Trinity test" aveva infatti fatto uso di un'arma al plutonio). La bomba "Little Boy" era dunque un prototipo non provato e, ai fatti, il suo lancio su Hiroshima rappresentò quindi un vero e proprio test di funzionamento. I precedenti esperimenti di fissione controllata dell'uranio, ma principalmente la relativa semplicità della bomba "gun type" rispetto a quella a implosione, avevano permesso agli scienziati di confezionare un'arma senza la necessità di eseguire un vero test prima dell'utilizzo sul campo. Inoltre gli Stati Uniti d'America non disponevano prima della fine del secondo conflitto mondiale di uranio arricchito in quantità sufficiente da poter realizzare una bomba all'uranio sperimentale prima dell'impiego di "Little Boy".

## Evoluzione
Sebbene il progetto di "Little Boy", basato sul sistema di detonazione balistico, sia stato occasionalmente utilizzato in altri progetti sperimentali, anche se era concettualmente molto semplice da sviluppare, venne comunque abbandonato quasi subito dato che, per ragioni di carattere tecnico, è meno efficiente di quello a implosione ed è anche meno sicuro. Una rottura accidentale della bomba, l'accelerazione prodotta dall'involontario sganciamento prima del tempo o la sua caduta in acqua avrebbe potuto infatti rilasciare dosi letali di radiazioni o, in casi estremi, produrre anche una detonazione involontaria.